# Somed
Somed o Somet es un despoblado situado en el término municipal de Carenas. Su antiguo término municipal está inundado casi en su totalidad por el Embalse de la Tranquera.
Sobre el origen de su nombre existen más de 22 topónimos grafías distintas a lo largo de la Edad Media. Su origen puede derivar del latín Summun al igual que el francés Sommet y el asturiano Somiedo. El lugar desapareció bajo las aguas en la década de 1960. Quedan restos del Castillo de Somet y antiguas fortificaciones en lo alto de los cerros en el pantano.
En la Edad Media aparece mencionado en la Bula de Lucio III (1182), quedando encuadrado en la Comunidad de aldeas de Calatayud dentro de la Sesma del río Ibdes.